# Filippo Rega
Filippo Rega (Chieti, 26 agosto 1761 – Napoli, 7 dicembre 1833) è stato un incisore e medaglista italiano, fra i maggiori esponenti dell’arte della glittica del XIX secolo, fu allievo di Giovanni Pichler.
Frequentò l'Accademia di San Luca a Roma dove fu attivo dal 1776 al 1787 prima di trasferirsi a Napoli dove ricoprì  importanti incarichi sia sotto i Borboni di Napoli, sia per i napoleonidi.
Ritrasse molti personaggi illustri della sua epoca su monete e cammei, tra cui lord William Hamilton e sua moglie lady Emma Hamilton, il principe reale d'Inghilterra Augusto Federico, duca di Sussex, Gioacchino Murat e altri.
Dal 1804 è stato direttore della Zecca di Napoli, direttore della Scuola di incisione delle gemme e dal 1808 del Laboratorio delle Pietre Dure di Napoli, istituito da Carlo di Borbone nel 1738.
Giuseppe Bonaparte, Re di Napoli e di Spagna lo nominò Cavaliere della Legione d'Onore e membro permanente della Reale Accademia di Belle Arti, Antichità e Archeologia.
Nel 1829 Ferdinando II lo nominò Direttore della Zecca Reale, membro anziano della Reale Accademia Borbonica e Cavaliere di Francesco I.
Partecipò alla decorazione della Cappella Palatina dell'appartamento reale di Palermo, ma il suo lavoro è rimasto incompiuto per la sopravvenuta morte nel 1833.
È considerato tra i più grandi incisori di gemme del suo secolo, così come il suo maestro lo fu del secolo precedente.
Napoli gli ha dedicato una strada. 